# Kabang Ri
Der Kabang Ri befindet sich im tibetischen Teil des Langtang Himal im Himalaya.
Der 6717 m hohe vergletscherte Berg befindet sich im Kreis Gyirong der bezirksfreien Stadt Xigazê. Der Kabang Ri liegt 49 km nordwestlich vom Shishapangma. Der Kabang Ri befindet sich im Einzugsgebiet des Kyirong Tsangpo (Oberlauf der Trishuli in Tibet). An seiner Südflanke strömt der Nyalbagletscher nach Westen.